# Усов Починок
Усов Починок — деревня в Великоустюгском районе Вологодской области.
Входит в состав Парфёновского сельского поселения, с точки зрения административно-территориального деления — в Парфёновский сельсовет.
Расстояние по автодороге до районного центра Великого Устюга — 29,5 км, до центра муниципального образования Карасово — 18 км. Ближайшие населённые пункты — Гаврино, Смолинская Выставка, Новое Рожково.
По данным переписи в 2002 году постоянного населения не было.